# Ukrainische Botschaft in Moskau

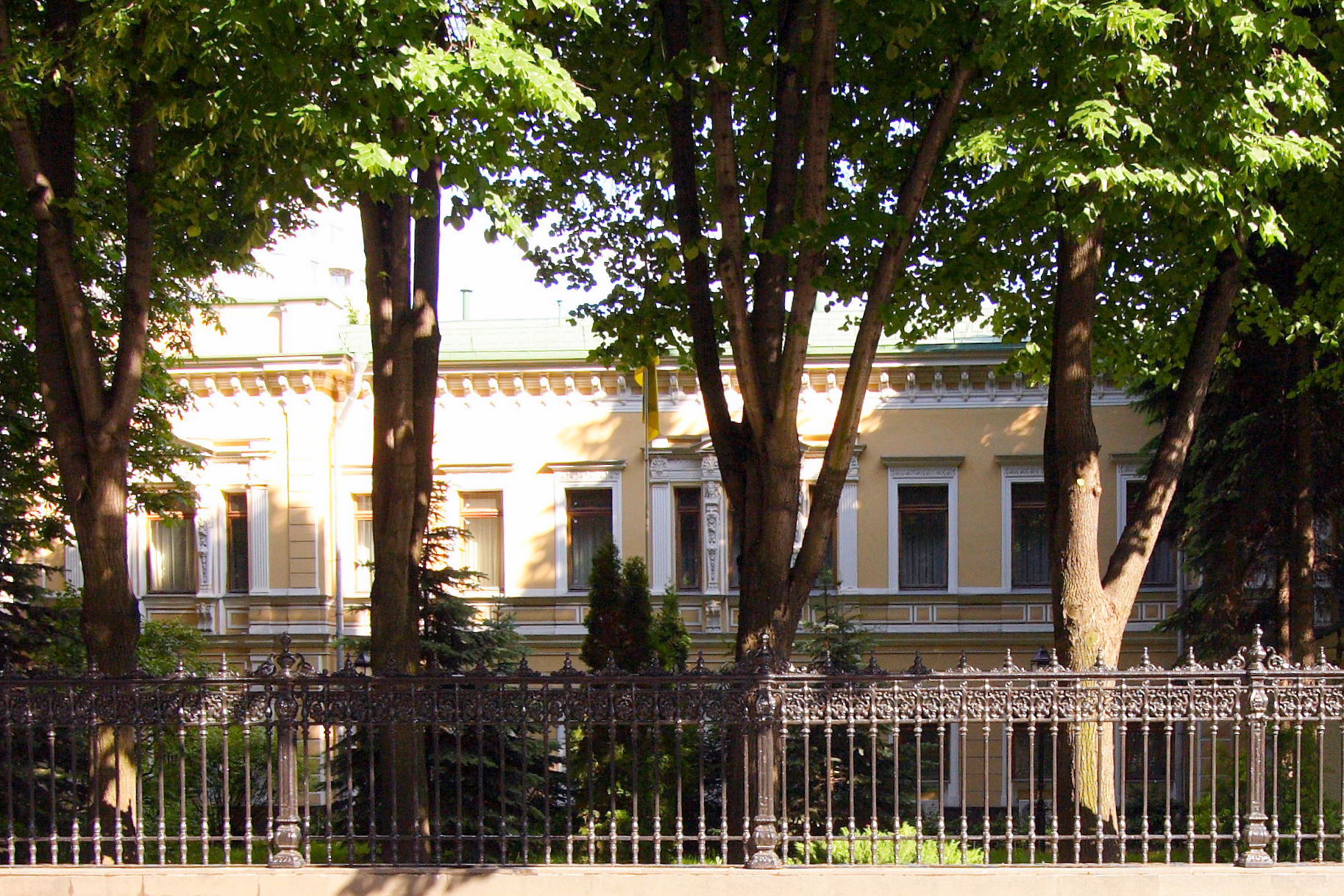
Ukrainische Botschaft in Moskau

Die ukrainische Botschaft in Moskau ist die diplomatische Vertretung der Ukraine in der Russischen Föderation.

## Geschichte
1991 erklärte sich die Ukraine für unabhängig. Am 5. Dezember 1991 wurde die Unabhängigkeit durch die Russische Föderation anerkannt und am 14. Februar 1992 wurden zwischen der Ukraine und der Russischen Föderation diplomatische Beziehungen aufgenommen.

## Botschaftsgebäude in Moskau
Das Botschaftsgebäude befindet sich im Stadtteil Presnenski des Zentralen Verwaltungsbezirk in 125009 Moskau in der Leontjewski pereulok (Леонтьевский переулок) Nr. 18.

## Botschafter der Ukraine in der Russischen Föderation
Der letzte Botschafter der Ukraine in Russland war bis Dezember 2015 Wolodymyr Jeltschenko. Seitdem führt der Botschaftsrat (Радника-посланника) Ruslan Nimtschynskyj (Руслан Михайлович Німчинський) kommissarisch die Amtsgeschäfte.
Die weiteren ukrainischen Botschafter seit der Aufnahme der diplomatischen Beziehungen siehe: Liste der ukrainischen Botschafter in Russland.